# Hypercompe melanoleuca
Hypercompe melanoleuca är en fjärilsart som beskrevs av Rothschild 1910. Hypercompe melanoleuca ingår i släktet Hypercompe och familjen björnspinnare. Inga underarter finns listade i Catalogue of Life.